# 愛新覚羅顕琦
愛新覚羅 顕琦（あいしんかくら けんき、1918年9月14日 - 2014年5月26日）は、清朝八大親王の一人、第10代粛親王善耆の末娘（第十七女）として旅順に生まれた人物である。天津郊外在住。最後の生存王女であった。旧字体では愛新覺羅顯琦。簡体字：爱新觉罗显琦、拼音: Àixīnjuéluó Xiǎnqí（アイシンジュエルオ・シエンチー）。中国名は金 黙玉。

## 人物・来歴
1918年（大正7年）9月14日、第四側室の末子（第17女）として旅順（現在の遼寧省大連市）で生まれる。同側室が生んだ子は男王6人、女王3人で、母を同じくする2人の姉の1人が、第十四王女「男装の麗人」こと川島芳子であった。父は、1922年（大正11年）3月15日に旅順で死去している。
旅順博物館や旅順ヤマトホテル近くにある旅順高等女学校に入学、長春高等女学校への転校を経て、女子学習院（現・学習院女子高等科）へ留学する。同学卒業後の1940年（昭和15年）、日本女子大学英語科へ進学する。翌1941年（昭和16年）、日中戦争が激しくなったため帰国する。
1945年（昭和20年）に第二次世界大戦が終結し、1949年（昭和24年）の中華人民共和国建国後、1956年（昭和31年）、北京編訳社に入社、翻訳関係の業務を行う。このころ結婚し、北京で親戚の子どもたちの面倒を見ながら四川料理屋を経営する。
1958年（昭和33年）2月、イデオロギー闘争に巻き込まれ右派勢力として密告により逮捕される。その後15年の獄中生活。さらに文化大革命で7年間の強制労働を経て、鄧小平に肉体労働ではない仕事を与えるよう頼む手紙をおくって北京の文史研究館で職を得る。1996年に日本政府の支援で河北省に日本語学校を設立、日本各地を訪問し、講演活動等を通じて日本語教育へ力を注ぐ。
2014年（平成26年）5月26日、北京の病院で死去。95歳没。死の数ヶ月前から入院していた。

## 自伝
1986年（昭和61年）11月に日本で出版された『清朝の王女に生れて - 日中のはざまで』は、顕琦自らが日本語で書いた自伝本である。故郷、旅順や実姉の川島芳子の思い出、女子学習院への留学から日中戦争後の北京での生活、そして文革期15年の投獄生活、その後7年間農村での強制労働などが書かれている。1990年（平成2年）4月に文庫化、2002年には中公文庫新版が出版されている。上坂冬子が訪問してきたことをきっかけに書いたと紹介されている。著書の中でも恨みや批判的なことは書かれておらず、本人は4年制の大学へ3つ通わせてもらったと語る。
第二次世界大戦前に実姉・川島芳子を「男装の麗人」として舞台化、初代水谷八重子が主演したものを、顕琦は東京・有楽町で観ている。自伝には「あらお姉さまにそっくりね」と当時の感想を書く。中学時代の新京（現在の長春市）や高校時代の東京・世田谷で、芳子のお見合いで会ったときのエピソードも紹介されている。川島芳子が結婚式を挙げた旅順ヤマトホテルでの結婚式にも、顕琦は参加している。また、戦後モルヒネ中毒になった芳子の様子も冒頭で紹介されている。
- 『清朝の王女に生れて - 日中のはざまで』、中央公論社、1986年11月1日 ISBN 4120015424
  - 文庫 : 中公文庫、中央公論社、1990年4月 ISBN 4122017041
  - 改版 : 中公文庫BIBLIO、中央公論新社、2002年12月 ISBN 4122041392